# 厄
厄 (malchance, désastre) est un kanji composé de 4 traits et fondé sur 㔾. 
Son Unicode est 5384.
Il se lit やく (yaku), が (ga) ou あく (aku) en lecture on et くるしむ (kurushimu) ou わざわい (wazawai) en lecture kun.